# Dimitris Tsitsos
Dimitris Tsitsos (griechisch Δημήτρης Τσίτσος, * 27. September 2000 in Giannitsa) ist ein griechischer Leichtathlet, der sich auf den Speerwurf spezialisiert hat.

## Sportliche Laufbahn
Erste Erfahrungen bei internationalen Meisterschaften sammelte Dimitris Tsitsos beim Europäischen Olympischen Jugendfestival (EYOF) 2015 in Tiflis, bei dem er mit einer Weite von 59,59 m mit dem leichteren 700-g-Speer den siebten Platz belegte. 2019 gewann er bei den U20-Europameisterschaften in Borås mit 77,79 m die Bronzemedaille und 2021 gelangte er bei den U23-Europameisterschaften in Tallinn mit 78,22 m auf Rang vier. Im Jahr darauf gewann er bei den Balkan-Meisterschaften in Craiova mit 77,51 m die Silbermedaille hinter dem Rumänen Alexandru Novac und anschließend belegte er bei den Mittelmeerspielen in Oran mit 69,71 m den achten Platz. 2025 wurde er bei der 1. Liga der Team-Europameisterschaft in Madrid mit 71,73 m Zehnter, ehe er bei den Balkan-Meisterschaften in Volos mit 78,30 m die Goldmedaille gewann.
In den Jahren 2021, 2022 und 2025 wurde Tsitsos griechischer Meister im Speerwurf.